# VI. Zimske olimpijske igre – Oslo 1952.
VI. Zimske olimpijske igre su održane 1952. godine u Oslu, u Norveškoj. Na taj način su Zimske olimpijske igre po prvi puta stigle u Norvešku odnosno u Skandinaviju, kolijevku modernih zimskih športova.
U program Igara je po prvi puta uključeno skijaško trčanje za žene.
U natjecateljskom programu su se istaknuli sljedeći pojedinci i momčadi:
- Junak Igara je za domaćine bez sumnje bio njihov sunarodnjak Hjalmar Andersen, koji je osvojio tri zlatne medalje u brzom klizanju, i to na 1500, 5000 i 10000 metara.
- Andrea Mead Lawrence iz SAD-a je dominirala alpskim skijanjem: osvojila je zlata u slalomu i veleslalomu.
- Momčad Kanade je nastavila dominaciju u hokeju na ledu, pobijedivši peti puta na ZOI od šest do tada održanih Igara.

## Popis športova
| - alpsko skijanje - bob - brzo klizanje - hokej na ledu - umjetničko klizanje |  | - nordijsko skijanje: - skijaško trčanje - nordijska kombinacija - skijaški skokovi |

Demonstracijski šport je bio bendi (bandy), što je vrsta hokeja na ledu kod kojeg se ne igra standarnom pločicom (pakom) već malenom loptom.

## Popis podjele medalja
(Medalje domaćina posebno istaknute)
| Zimske olimpijske igre Oslo 1952. | Zimske olimpijske igre Oslo 1952. | Zimske olimpijske igre Oslo 1952. | Zimske olimpijske igre Oslo 1952. | Zimske olimpijske igre Oslo 1952. | Zimske olimpijske igre Oslo 1952. |
| --------------------------------- | --------------------------------- | --------------------------------- | --------------------------------- | --------------------------------- | --------------------------------- |
| Plasman                           | Država                            | Zlato                             | Srebro                            | Bronca                            | Ukupno                            |
| 1                                 | Norveška                          | 7                                 | 3                                 | 6                                 | 16                                |
| 2                                 | SAD                               | 4                                 | 6                                 | 1                                 | 11                                |
| 3                                 | Finska                            | 3                                 | 4                                 | 2                                 | 9                                 |
| 4                                 | Ujedinjeni tim Njemačke           | 3                                 | 2                                 | 2                                 | 7                                 |
| 5                                 | Austrija                          | 2                                 | 4                                 | 2                                 | 8                                 |
| 6                                 | Kanada                            | 1                                 | 0                                 | 1                                 | 2                                 |
| 6                                 | Italija                           | 1                                 | 0                                 | 1                                 | 2                                 |
| 8                                 | Velika Britanija                  | 1                                 | 0                                 | 0                                 | 1                                 |
| 9                                 | Nizozemska                        | 0                                 | 3                                 | 0                                 | 3                                 |
| 10                                | Švedska                           | 0                                 | 0                                 | 4                                 | 4                                 |
| 11                                | Švicarska                         | 0                                 | 0                                 | 2                                 | 2                                 |
| 12                                | Francuska                         | 0                                 | 0                                 | 1                                 | 1                                 |
| 12                                | Mađarska                          | 0                                 | 0                                 | 1                                 | 1                                 |
|                                   |                                   |                                   |                                   |                                   |                                   |
| Ukupno                            | Ukupno                            | 22                                | 22                                | 23                                | 67                                |